# Macalpinomyces spinulosus
Macalpinomyces spinulosus är en svampart som först beskrevs av L. Ling, och fick sitt nu gällande namn av Vánky 2003. Macalpinomyces spinulosus ingår i släktet Macalpinomyces och familjen Ustilaginaceae.   Inga underarter finns listade i Catalogue of Life.